# Port lotniczy Kamarang
Port lotniczy Kamarang (IATA: KAR, ICAO: SYKM) – port lotniczy zlokalizowany w miejscowości Kamarang, w Gujanie.